# Concilio di Lione I
Il primo concilio di Lione fu convocato da papa Innocenzo IV il 24 giugno 1245 a Lione. Vi parteciparono circa 150 padri conciliari. È il tredicesimo concilio ecumenico riconosciuto dalla Chiesa cattolica.

## Contesto storico
Gli anni precedenti il primo concilio di Lione vedono l'aspra lotta tra l'imperatore Federico II e il papato: il primo sogna una egemonia politica dell'impero, suprema autorità sciolta da ogni vincolo e garantito solo da Dio; i papi invece, in linea con le teorie teocratiche che vedono il loro apogeo in Innocenzo III, cercano di garantire l'egemonia e l'iniziativa alla Chiesa di Roma.
Già il 20 marzo 1239 il vecchio papa Gregorio IX scomunica nuovamente l'imperatore svevo col pretesto, questa volta, che Federico aveva commesso continui soprusi sulle Chiese di Sicilia - benché, in realtà, a causa dell'incompatibilità dei progetti politici dei due antagonisti - e convoca un concilio con lo scopo di condannarlo solennemente. L'imperatore tuttavia, nella primavera del 1241, attacca, presso l'isola del Giglio, la flotta genovese che portava i prelati a Roma per il concilio, e li fa prigionieri; una volta ottenuto il rinvio del concilio, lancia un appello ai cardinali e alla chiesa contro il papa. Ma il 22 agosto il papa muore e si apre una lunga vacanza della sede apostolica, dominata dall'incertezza sul tipo di risposta da dare a Federico II, e sospesa solo per pochi giorni dalla elezione di Celestino IV, che però muore appena 13 giorni dopo la consacrazione. 
Finalmente, il suo successore, il genovese Innocenzo IV eletto il 25 giugno 1243, fin dai primi giorni di pontificato intavola trattative di pace con i rappresentanti di Federico II. Nel 1244 i tempi sono maturi per un accordo. Innocenzo parte quindi da Roma per andare all'incontro conclusivo con l'imperatore, previsto a Narni. Ma, mentre è in viaggio, viene informato del fatto che Federico gli avrebbe teso una trappola. Giunto a Sutri, cambia decisamente direzione: raggiunge il porto di Civitavecchia da dove si imbarca per Genova. Da lì giunge via terra a Lione, in Francia. Dalla città francese, alla fine del 1244 convoca un concilio per giudicare definitivamente l'imperatore.

## I lavori conciliari e le decisioni
Il concilio si apre il 28 giugno 1245 alla presenza di 144 vescovi (in prevalenza spagnoli e francesi; assenti quelli della Germania e dell'Ungheria). Due giorni prima (26 giugno), si tiene una sessione preliminare nel refettorio della collegiata di San Giusto. In quell'occasione Innocenzo IV pronuncia un discorso sui "cinque dolori del papa":
- la corruzione della fede e dei costumi;
- il mancato recupero della Terra Santa (Gerusalemme era ricaduta in mano musulmana nel 1244);
- lo scisma della chiesa greca;
- il pericolo dei tartari;[4]
- la persecuzione della Chiesa da parte dell'imperatore Federico II.

Dopo l'apertura, il concilio terrà altre due sole sedute, il 5 e il 17 luglio.
Mentre sui primi problemi il concilio redige dei decreti che il papa rivede anche oltre la fine del concilio, il problema centrale resta il rapporto con l'imperatore. Malgrado i tentativi del procuratore di Federico II, Taddeo di Sessa, di non riconoscere il concilio e di convocarne un altro che fosse rappresentativo del potere civile, con una procedura senza precedenti il concilio priva l'imperatore di tutti i diritti imperiali e regali, compreso quello dell'obbedienza da parte dei sudditi, e viene solennemente deposto come spergiuro, apostata e traditore. Accanto a questo, il concilio depone anche il re del Portogallo, Sancho, rimosso dal suo trono come rex inutilis. In questo modo il papa, che è all'origine di ogni decisione dei Padri conciliari, manifesta la sua piena autorità e giurisdizione su tutta la cristianità e su ogni potestà civile.
Altri canoni e decreti del concilio riguardano gli altri problemi sollevati dal papa nella riunione iniziale: viene definito l'aiuto all'Impero latino di Costantinopoli e si fa appello ad una nuova crociata; viene deciso di resistere ai tartari per evitare la prospettiva apocalittica di una Terra senza fedeli.
I decreti e le decisioni del concilio verranno pubblicate solo il 25 agosto, dopo che il papa e la Curia avevano rivisto i testi, e saranno recepiti dalle università e da esse commentati. La deposizione di Federico II invece non chiuderà il conflitto tra il potere papale e quello imperiale.